# Lijn 10 (metro van Madrid)
Lijn 10 is een metrolijn in de Spaanse hoofdstad Madrid, uitgebaat door de Metro de Madrid. De lijn loopt tussen het noorden en het zuiden van de stad en doorkruist het centrum. Doorgaande reizigers moeten echter bij Tres Olivos overstappen om de reis te vervolgen.

## Geschiedenis
Het eerste deel van de lijn werd op 4 februari 1961 geopend onder de naam suburbano. De lijn werd niet door het metrobedrijf maar door de stad aangelegd als verbinding tussen de Plaza de España en de zuidelijke voorstad Carabanchel. Het beheer van de 9,5 km lange lijn was in handen van Ferrocarril Suburbano (FCS) terwijl de treindienst werd uitgevoerd door het metrobedrijf onder lijnnummer 10. Het was de eerste lijn die onder de Manzanares door liep, als tweede volgde lijn 5 die op 5 juni 1968 Carabanchel bereikte. In oktober 1977 werd, in het kader van de aanleg van de voorstadslijn (Cercanías  C5) naar Móstoles, het deeltraject Carabanchel – Aluche overgeheveld naar lijn 5 die daarmee ook verbonden zou zijn met de voorstadslijn die een station kreeg bij Aluche. In 1979 werd de FCS onderdeel van het metrobedrijf. Op 26 december 1996 werd Príncipe Pío op lijn 10 aangesloten door de invoeging van een station in de bestaande tunnel. Op 22 januari 1998 kwam de verlenging onder de binnenstad gereed en werd de toenmalige lijn 8 onderdeel van lijn 10. Toen besloten werd dat lijn 10 de verbinding zou vormen tussen de MetroSur en de rest van het metronet werd een overstapstation bij de toekomstige splitsing bij Casa de Campo gepland. Sinds 22 oktober 2002 rijdt lijn 5 over het baanvak Aluche – Casa de Campo en rijdt lijn 10 verder naar het zuiden, op 11 april 2003 was de zuidelijke verlenging tot Puerta del Sur gereed. In 2007 volgde een verlenging aan de noordkant met de Metronorte, al is er geen doorgaande dienst valt dit noordelijke deel wel onder lijn 10.

## Stations
| Station                  | Overstappunt                       | Foto * | Type                         | Geopend          | Ligging                       | Stadsdeel/Gemeente         |
| ------------------------ | ---------------------------------- | ------ | ---------------------------- | ---------------- | ----------------------------- | -------------------------- |
| Hospital Infanta Sofía   |                                    | 100 !  | kuip                         | 26 april 2007    | 40° 33′ 35″ NB, 3° 36′ 41″ WL | San Sebastián de los Reyes |
| Reyes Católicos          |                                    | 110 !  | ondiep gelegen zuilenstation | 26 april 2007    | 40° 33′ 1″ NB, 3° 37′ 24″ WL  | San Sebastián de los Reyes |
| Baunatal                 |                                    | 120 !  | ondiep gelegen zuilenstation | 26 april 2007    | 40° 33′ 15″ NB, 3° 38′ 6″ WL  | San Sebastián de los Reyes |
| Manuel de Falla          |                                    | 130 !  | ondiep gelegen zuilenstation | 26 april 2007    | 40° 33′ 2″ NB, 3° 38′ 49″ WL  | San Sebastián de los Reyes |
| Marqués de la Valdavia   |                                    | 140 !  | ondiep gelegen zuilenstation | 26 april 2007    | 40° 32′ 28″ NB, 3° 38′ 15″ WL | San Sebastián de los Reyes |
| La Moraleja              |                                    | 150 !  | ondiep gelegen zuilenstation | 26 april 2007    | 40° 31′ 55″ NB, 3° 38′ 8″ WL  | Alcobendas                 |
| La Granja                |                                    | 160 !  | ondiep gelegen zuilenstation | 26 april 2007    | 40° 31′ 40″ NB, 3° 39′ 31″ WL | Alcobendas                 |
| Ronda de la Comunicación |                                    | 170 !  | ondiep gelegen zuilenstation | 26 april 2007    | 40° 30′ 56″ NB, 3° 39′ 46″ WL | Fuencarral-El Pardo        |
| Las Tablas               |                                    | 180 !  | ondiep gelegen zuilenstation | 26 april 2007    | 40° 30′ 32″ NB, 3° 40′ 10″ WL | Fuencarral-El Pardo        |
| Montecarmelo             |                                    | 190 !  | ondiep gelegen zuilenstation | 26 april 2007    | 40° 30′ 19″ NB, 3° 41′ 45″ WL | Fuencarral-El Pardo        |
| Tres Olivos              | Overstap voor doorgaande reizigers | 200 !  | ondiep gelegen zuilenstation | 26 april 2007    | 40° 30′ 4″ NB, 3° 41′ 43″ WL  | Fuencarral-El Pardo        |
| Fuencarral               |                                    | 210 !  | ondiep gelegen zuilenstation | 10 juni 1982     | 40° 30′ 4″ NB, 3° 41′ 43″ WL  | Fuencarral-El Pardo        |
| Begoña                   |                                    | 220 !  | ondiep gelegen zuilenstation | 10 juni 1982     | 40° 28′ 49″ NB, 3° 41′ 9″ WL  | Fuencarral-El Pardo        |
| Chamartín                | 01                                 | 700 !  | ondiep gelegen zuilenstation | 30 maart 2007    | 40° 24′ 11″ NB, 3° 45′ 40″ WL | Chamartín                  |
| Plaza de Castilla        | 01 09                              | 710 !  | enkelgewelfdstation          | 4 februari 1961  | 40° 27′ 58″ NB, 3° 41′ 22″ WL | Tetuán                     |
| Cuzco                    |                                    | 760 !  | enkelgewelfdstation          | 10 juni 1982     | 40° 27′ 30″ NB, 3° 41′ 23″ WL | Tetuán                     |
| Santiago Bernabéu        |                                    | 770 !  | enkelgewelfdstation          | 10 juni 1982     | 40° 27′ 7″ NB, 3° 41′ 27″ WL  | Tetuán                     |
| Nuevos Ministerios       | 06 08                              | 820 !  | ondiep gelegen zuilenstation | 13 januari 1987  | 40° 26′ 47″ NB, 3° 41′ 31″ WL | Chamberi                   |
| Gregorio Marañón         |                                    | 1030 ! | ondiep gelegen zuilenstation | 22 januari 1998  | 40° 26′ 18″ NB, 3° 41′ 29″ WL | Chamberi                   |
| Alonso Martínez          | 04 05                              | 1270 ! | enkelgewelfdstation          | 23 maart 1944    | 40° 25′ 39″ NB, 3° 41′ 45″ WL | Centro                     |
| Tribunal                 | 01                                 | 1300 ! | enkelgewelfdstation          | 17 oktober 1919  | 40° 25′ 31″ NB, 3° 42′ 4″ WL  | Centro                     |
| Plaza de España          | 02 03                              | 1380 ! | enkelgewelfdstation          | 4 februari 1961  | 40° 25′ 24″ NB, 3° 42′ 40″ WL | Centro en Moncloa-Aravaca  |
| Príncipe Pío             | 06 13                              | 2205 ! | kuip                         | 27 december 1925 | 40° 25′ 17″ NB, 3° 43′ 8″ WL  | Moncloa-Aravaca            |
| Lago                     |                                    | 2270 ! | maaiveld                     | 4 februari 1961  | 40° 24′ 59″ NB, 3° 44′ 6″ WL  | Moncloa-Aravaca            |
| Batán                    |                                    | 2280 ! | maaiveld                     | 4 februari 1961  | 40° 24′ 28″ NB, 3° 45′ 11″ WL | Moncloa-Aravaca            |
| Casa de Campo            | 05                                 | 2290 ! | kuip                         | 22 oktober 2002  | 40° 24′ 11″ NB, 3° 45′ 40″ WL | Latina                     |
| Colonia Jardín           |                                    | 2300 ! | ondiep gelegen zuilenstation | 22 oktober 2002  | 40° 23′ 49″ NB, 3° 46′ 29″ WL | Latina                     |
| Aviación Española        |                                    | 2480 ! | kuip                         | 22 december 2006 | 40° 23′ 1″ NB, 3° 47′ 2″ WL   | Latina                     |
| Cuatro Vientos           |                                    | 2490 ! | maaiveld                     | 11 april 2003    | 40° 22′ 39″ NB, 3° 47′ 30″ WL | Latina                     |
| Joaquín Vilumbrales      |                                    | 2500 ! | ondiep gelegen zuilenstation | 11 april 2003    | 40° 20′ 59″ NB, 3° 48′ 27″ WL | Latina                     |
| Puerta del Sur           | 12                                 | 2510 ! | ondiep gelegen zuilenstation | 11 april 2003    | 40° 20′ 43″ NB, 3° 48′ 44″ WL | Alcorcón                   |

- De sorteerwaarde van de foto is de ligging langs de lijn